# Irena's Vow
Irena's Vow (em polonês: "Przysięga Ireny") é um filme de drama de guerra canadense-polonês de 2023, dirigido por Louise Archambault. O roteiro foi escrito por Dan Gordon, que também escreveu a peça da Broadway homônima. O filme é estrelado por Sophie Nélisse no papel de Irene Gut Opdyke, uma enfermeira polonesa que ajudou a abrigar e proteger judeus durante o Holocausto, escondendo-os na adega da casa onde trabalhava como governanta para o oficial nazista Eduard Rügemer, interpretado por Dougray Scott. O elenco também inclui Andrzej Seweryn, Eliza Rycembel, Maciej Nawrocki, Aleksandar Milicevic, Tomasz Tyndyk e Nela Maciejewska.
O filme foi filmado em 2022 em Varsóvia e Lublin, Polônia. Ele estreou no programa Centrepiece no Festival Internacional de Cinema de Toronto de 2023 em setembro. O filme foi lançado no Canadá em 19 de abril de 2024.

## Elenco
- Sophie Nélisse as Irene Gut Opdyke
- Dougray Scott as Rugmer
- Andrzej Seweryn as Schultz
- Maciej Nawrocki as Rokita
- Sharon Azrieli as Helen
- Aleksandar Milicevic as Lazar
- Eliza Rycembel as Ida
- Agata Turkot as Clara
- Filip Kosior as Thomas
- Krzysztof Szczepaniak as Moise
- Irena Melcer as Zosia
- Eryk Kulm as Abram Klinger
- Zuzanna Pulawska as Fanka
- Tomasz Tyndyk as Henry

## Recepção

### Resposta crítica
No site agregador de críticas Rotten Tomatoes, 86% das 28 resenhas dos críticos são positivas, com uma classificação média de 7.3/10.  de agregador de revisões Rotten Tomatoes, 86% das críticas de 28 críticos são positivas, com uma classificação média de 7,3/10. O Metacritic, que usa uma média ponderada, atribuiu ao filme uma pontuação de 77 em 100, baseado em 4 críticos, indicando críticas "geralmente favoráveis"., que usa uma
Christy Lemire, do RogerEbert.com, deu ao filme três estrelas entre quatro e escreveu: "Sophie Nélisse traz uma poderosa sutileza ao papel principal Irena's Vow, realizando tanto com seus olhos, sua presença, sua capacidade de mudar de comportamento e tom rapidamente dependendo da situação".

### Prêmios e indicações
Ganhador de 2023: Prêmio do Público, Festival Internacional de Cinema de Vancouver
Ganhador de 2023: LIUNA People's Choice Award, Festival Internacional de Cinema de Windsor
2023 Nomeado: Prêmio WIFF no Cinema Canadense, Festival Internacional de Cinema de Windsor